# Bumbac
Bumbacul este o fibră textilă obținută, prin egrenare, de pe semințele bumbacului. Fibrele bumbacului au luciul mat, iar culoarea acestora alb-gălbuie este dată de pigmentul natural conținut.

## Proprietățile bumbacului
1. Bumbacul este 100% natural și datorită acestei proprietăți nu este alergen.
2. Hainele din bumbac sunt moi și nu se freacă dur pe piele.
3. Bumbacul permite o bună aerisire și păstrează corpul aerisit.
4. În mod natural, bumbacul absoarbe și elimină umezeala corpului cu ușurință.
5. Este perfect pentru cei care suferă de astm, deoarece spre deosebire de alte materiale, acesta nu eliberează particule mici, care pot declanșa un atac.
6. Este biodegradabil.
7. Țesătura poate suporta temperaturi ridicate, fără a afecta calitatea sau durabilitatea sa. Prin urmare, țesăturile din bumbac pot fi sterilizate, ceea ce le face perfecte pentru nou-născuți.

## Liderii producției mondiale
| Top 10 țări producătoare de bumbac (în tone) | Top 10 țări producătoare de bumbac (în tone) | Top 10 țări producătoare de bumbac (în tone) | Top 10 țări producătoare de bumbac (în tone) | Top 10 țări producătoare de bumbac (în tone) |
| Poziție                                      | Țara                                         | 2010                                         | 2011                                         | 2012                                         |
| -------------------------------------------- | -------------------------------------------- | -------------------------------------------- | -------------------------------------------- | -------------------------------------------- |
| 1                                            | China                                        | 5,970,000                                    | 6,588,950                                    | 6,840,000                                    |
| 2                                            | India                                        | 5,683,000                                    | 5,984,000                                    | 5,321,000                                    |
| 3                                            | Statele Unite ale Americii                   | 3,941,700                                    | 3,412,550                                    | 3,598,000                                    |
| 4                                            | Pakistan                                     | 1,869,000                                    | 2,312,000                                    | 2,215,000                                    |
| 5                                            | Brazilia                                     | 973,449                                      | 1,673,337                                    | 1,638,103                                    |
| 6                                            | Uzbekistan                                   | 1,136,120                                    | 983,400                                      | 1,052,000                                    |
| 7                                            | Turcia                                       | 816,705                                      | 954,600                                      | 851,000                                      |
| 8                                            | Australia                                    | 386,800                                      | 843,572                                      | 973,497                                      |
| 9                                            | Argentina                                    | 230,000                                      | 295,000                                      | 210,000                                      |
| 10                                           | Turkmenistan                                 | 225,000                                      | 195,000                                      | 198,000                                      |
| —                                            | Lume                                         | 22,714,154                                   | 24,941,738                                   | 25,955,096                                   |
| Sursa: UN Food & Agriculture Organization    |                                              |                                              |                                              |                                              |

Primii cinci exportatori mondiali de bumbac după volum în anul 2011 erau (1) Statele Unite, (2) India, (3) Brazilia, (4) Australia și (5) Uzbekistan. Cei mai mari importatori neproducători erau Coreea de Sud, Taiwan, Rusia și Japonia.
În India, statele Maharashtra (26.63%), Gujarat (17.96%) și Andhra Pradesh (13.75%) dar și Madhya Pradesh sunt principalele state producătoare de bumbac, datorită unei clime permanente predominant tropicală caldă și umedă.
În Pakistan, bumbacul este crescut predominant în provinciile Punjab și Sindh.
În SUA, statul Texas este lider la totalul de producție pentru 2004, în timp ce statul California are cea mai mare recoltă.

## Bumbacul în România
Înainte de 1990, în România au existat 86 de filaturi și țesătorii de bumbac, iar în 2015, dintre acestea au mai rămas doar opt.